# 若昂·马里尼奥·内托
若昂·马里尼奥·内托（葡萄牙語：João Marinho Neto，1912年10月5日—），是巴西的超級人瑞，在約翰·廷尼斯伍德去世之後，成為在世最年長男性。

## 生平
若昂·马里尼奥·内托1912年10月5日出生於塞阿拉州的農民家庭，在他嬰兒時期，他與全家搬到了阿普亞雷斯。在那裡的四年裡，他喜歡幫助父親和員工勞動。

## 長壽紀錄
- 2022年10月5日，滿110歲生日，成為超級人瑞。

- 2022年11月26日，111 歲的维尔吉利奥·梅代罗斯去世，成為巴西在世最年長的男性。

- 2024年4月2日，114 歲的委內瑞拉人胡安·比森特·佩雷斯去世，成為南美洲在世最年長的男性。

- 2024年11月25日，112 歲的英國人約翰·廷尼斯伍德去世 ，成為世界上在世最年長的人。

- 2024年11月28日，獲得老人学研究组织(GRG)、吉尼斯世界紀錄驗證成為在世最年長男性超級人瑞。[5]